# 12845 Crick
A 12845 Crick (ideiglenes jelöléssel 1997 JM15) a Naprendszer kisbolygóövében található aszteroida. Eric Walter Elst fedezte fel 1997. május 3-án.